# Comté de Grand (Colorado)
Pour les articles homonymes, voir Grand et Comté de Grand.
Le comté de Grand est un comté du Colorado. Son siège est Hot Sulphur Springs. Il doit son nom au lac Grand et à la Grand River.
Outre Hot Sulphur Springs, les municipalités du comté sont Fraser, Granby, Grand Lake, Kremmling et Winter Park.

## Démographie
| 1880 | 1890 | 1900 | 1910  | 1920  | 1930  |
| ---- | ---- | ---- | ----- | ----- | ----- |
| 417  | 604  | 741  | 1 862 | 2 659 | 2 108 |

| 1940  | 1950  | 1960  | 1970  | 1980  | 1990  |
| ----- | ----- | ----- | ----- | ----- | ----- |
| 3 587 | 3 963 | 3 557 | 4 107 | 7 475 | 7 966 |

| 2000   | 2010   | - | - | - | - |
| ------ | ------ | - | - | - | - |
| 12 442 | 14 843 | - | - | - | - |